# Joseph La Ruelle

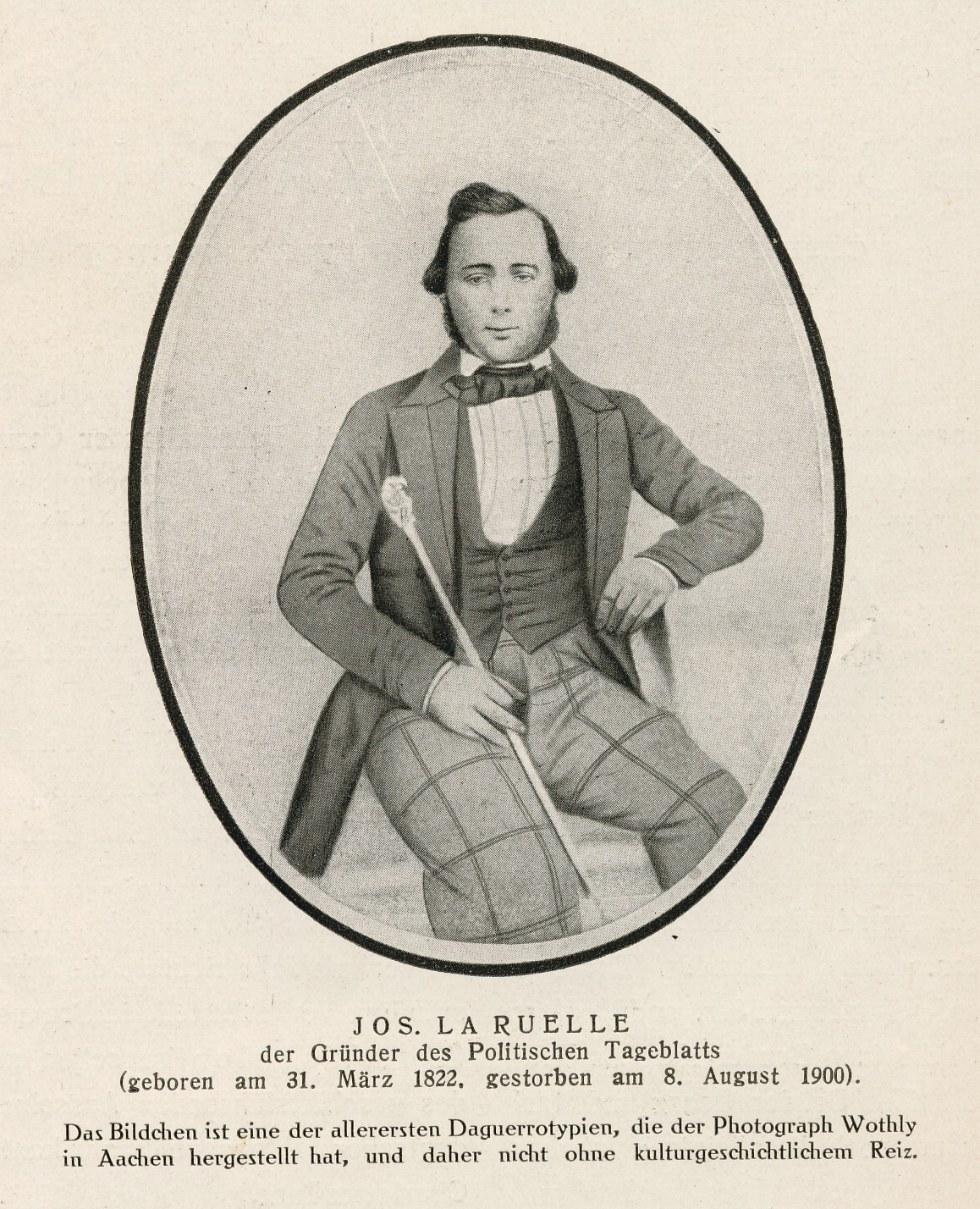
Joseph La Ruelle, Photographie von Jacob Wothly um 1850. Bei der Abbildung, einer Daguerreotypie, handelt es sich um die älteste tradierte Aufnahme La Ruelles. Sie zeigt den zukünftigen Verleger in zeittypischer Kleidung, langen Koteletten und einem Stab mit Schmuckknauf. Ob es sich dabei um eine Stichwaffe handelt, ist fraglich.

Joseph La Ruelle (* 31. März 1822 in Aachen; † 8. August 1900 in Aachen) war ein deutscher Lithograf, Kaufmann, Zeitungsverleger und Druckereibesitzer. Er gilt als der Schöpfer des Generalanzeigertyps in Deutschland, der 1871 mit dem Aachener Anzeiger den ersten dieser Art begründete. Der Aachener Anzeiger und das später von ihm noch herausgegebene Politische Tageblatt waren vor allem amtliche Blätter für behördliche Bekanntmachungen.

## Leben
Im Jahr 1871 existierten circa 1.000 politische Zeitungen in Deutschland, 1881 schon mehr als 2.000. Die satirische Wochenzeitschrift Figaro des Verlegers Xaver Brammertz, das Zentrumsblatt Echo der Gegenwart des Kaatzer'schen Verlagshauses und die liberale Aachener Zeitung erschienen um 1872 in Aachen. Joseph La Ruelle veröffentlichte neben diesen Parteiblättern erstmals zum 28. Juli 1871 den Aachener Anzeiger als unparteiisches täglich erscheinendes Blatt. Dies wurde zur Geburtsstunde der in den nächsten dreißig Jahren in zahlreichen deutschen Städten herausgegebenen Generalanzeigern, die sich selbst als politisch und konfessionell unabhängig bezeichneten und die erstmals als Massenausgabe breite Bevölkerungsschichten als Leser gewannen.
Nachdem die Verkaufsquote in den ersten Jahren noch recht dürftig war, wandelte La Ruelle im Jahr 1875 den Aachener Anzeiger in ein Gratis-Annoncenblatt verbunden mit einem Feuilleton um. Im gleichen Jahr versuchte er mit der Gründung des Generalanzeigers der Stadt Köln außerhalb Aachens zu expandieren, weil die dortige Kölnische Zeitung keinen großen Leserkreis hatte. Doch aufgrund der Herausgabe des Stadtanzeigers der Kölnischen Zeitung durch den Verlag M. DuMont Schauberg wenige Monate später entstand ihm hoher Konkurrenzdruck und La Ruelle musste bereits mit der Ausgabe vom 15. November 1876 die Erscheinung des Generalanzeigers der Stadt Köln einstellen.
La Ruelle konzentrierte sich nunmehr auf seine Aachener Wurzeln und verlegte ab 1878 zusätzlich noch das Politische Tageblatt. Es erschien zwei Mal pro Tag und wurde zum festen Bestandteil der Industriellen-, Beamten- und Kaufmannskreise in Aachen.
Einige Jahre später versuchte La Ruelle eine erneute Expansion und gab für den damaligen preußischen Regierungsbezirk Aachen ab 1881 einmal pro Woche den Generalanzeiger der Kreise Monschau, Eupen, Schleiden, Jülich, Geilenkirchen, Düren, Heinsberg, Erkelenz und des Landkreises Aachen heraus. Damit erstreckte er sein Verbreitungsgebiet bis nach Trier. Nur ein Jahr später folgte die Billigste Zeitung für Arm und Reich, die mit Miszellen und Feuilletons angereichert wurde und von Ostpreußen bis Brüssel gelesen werden sollte. Jedoch wurde dieses Blatt mangels Interesse und zu geringem Verkaufserlös nach einigen Nummern wieder eingestellt.
Joseph La Ruelle ließ seine Zeitungsausgaben in seiner dem Verlag angeschlossenen Akzidenzdruckerei, der La Ruellesche Accidenzdruck, anfertigen, die er aufgrund der gestiegenen Anforderungen im Jahr 1887 als Erster in Aachen mit einer Rotationsmaschine ausstattete. Die Anzeigenannahme befand sich im Karlshaus, danach in der Hartmannstraße und anschließend auf dem Büchel. Joseph Deterre, Schwiegersohn von Joseph La Ruelle, übernahm bereits einige Jahre vor La Ruelles Tod die Akzidenzdruckerei und baute sie im Sinne seines Schwiegervaters weiter aus. Auch viele Aachener Wissenschaftler und Autoren ließen hier ihre Publikationen drucken.

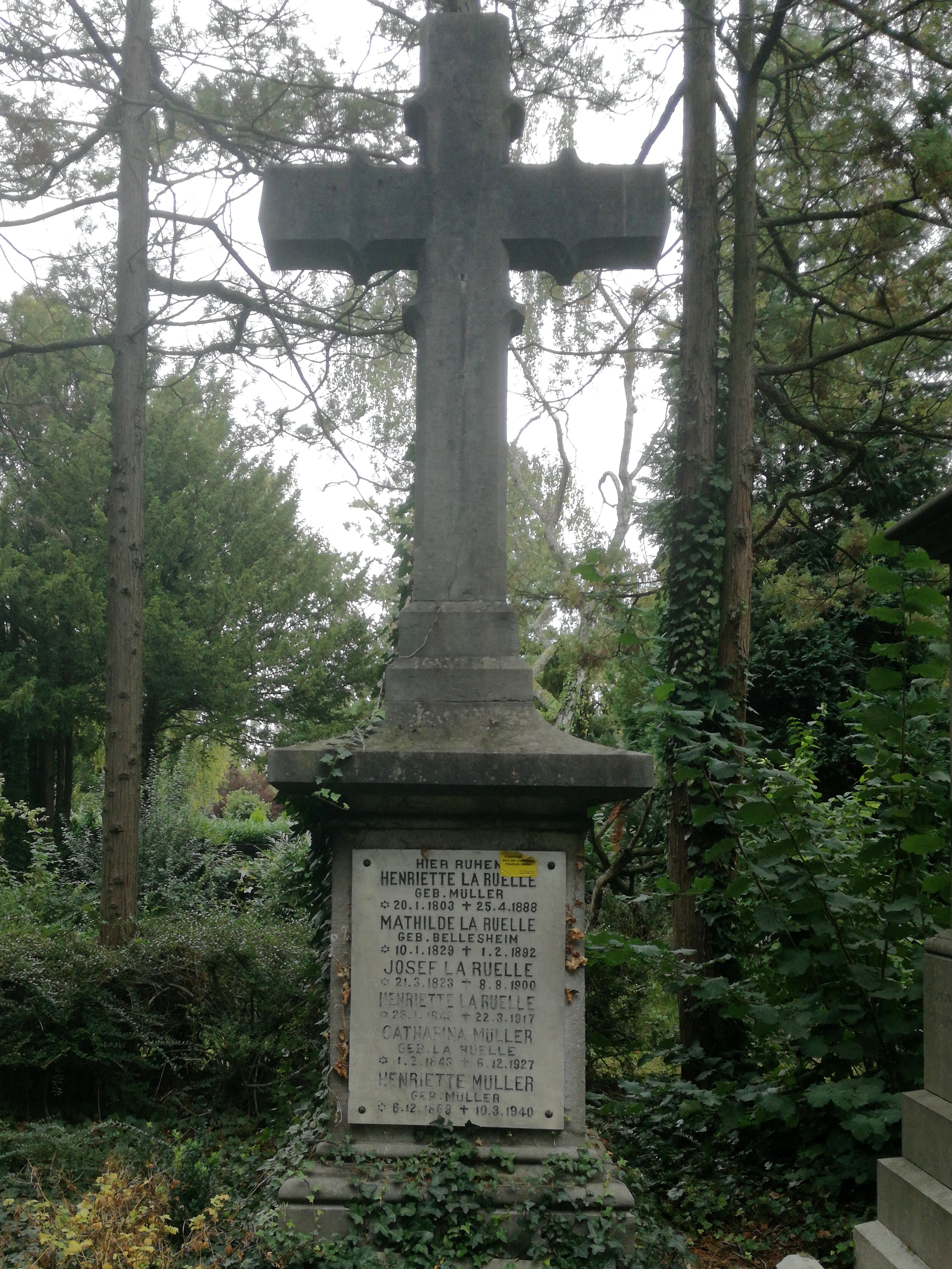
Familiengrab La Ruelle

Nach dem Tod von Joseph La Ruelle erhielten infolge der Erbteilung die Witwe, die Töchter und seine Schwester Katharina Müller (* 1842) den Aachener Anzeiger und das Politische Tageblatt. Katharina Müller war als Geschäftsführerin bereits kurz nach der Gründung im Verlag aktiv gewesen und hatte 1925 noch 82-jährig die Oberleitung inne. Als Folge der Erbteilung lautete die Firmierung nun La Ruelle'scher Zeitungsverlag GmbH. Die Chefredakteure waren 16 Jahre lang Otto Dresemann und 30 Jahre lang Konrad Büttgenbach. Das Politische Tageblatt rühmte sich einer schnellen Berichterstattung und bot Informationen auf den Gebieten Börse, Kunst, Wissenschaft, Technik und Sport. Bestandteile dieses Mediums waren als Sonderbeilage: Der Erzähler, die Auslese, die Welt der Frau, Alt-Aachen, Oecher Leäve, Die bunte Fracht sowie die Aachener Illustrierte. Die Herausgabe des Aachener Anzeigers wurde am 12. September 1944 eingestellt.
Joseph La Ruelle fand seine letzte Ruhestätte auf dem Aachener Ostfriedhof.

## Herausgaben (Auswahl)
- 1871: Aachener Anzeiger, täglich, bis 1944
- 1878: Politisches Tageblatt
- 1881: Generalanzeiger, 1 × pro Woche, Regierungsbezirk Aachen
- 1882: Billigste Zeitung für Arm und Reich, deutschlandweit, Ostpreußen und Brüssel, wenige Ausgaben